# أحمد أكومي
الحاج أحمد أكًومي (مكناس,1937 - 5 مارس 2012) كان شيخا من شيوخ موسيقى الملحون بمدينة مكناس.

## حياته
```
ولد أحمد أكًومي سنة 1937 بمكناس و نشأ في حي «التيزيمي» بالمدينة العتيقة لذات المدينة، في كنف أسرة مولعة بفن الملحون، إذ كان والده الفنان باسلام أكًومي أحد الشيوخ العشاق لفن الملحون، ومنشدا مشهورا بالمدينة.
[
2
]
```

يعتبر الشيخ أكًومي من كبار شيوخ الملحون بالمغرب, و عاصر عدة شيوخ أفذاذ مثل الحاج الحسين التولالي و التهامي الهاروشي. كان الراحل أحمد أكومي شيخ الراحل حسين التولالي، هو من علمه أصول الكتابة والقراءة والأداء وفق قياسات فن الملحون، حتى أن الحسين التولالي لم يكن يجيد قراءة أي نص مكتوب إلا إذا كان مكتوبا بخط يد شيخه أحمد أكومي. اشتهر أكًومي بكونه أحد شيوخ «الكًريحة» و «السجية»، ينظم قصائد شعرية ويحفظ للرواد الأولين البارعين في فن الملحون، وكان يعزف على آلتي «السويسن» و «الطعريجة» ضمن جوق الحسين التولالي. كان كذلك يجمع رواد ومنشدي الملحون في حلقات بساحة قرب باب «البردعيين» بمكناس ويزودهم بكل ما في جعبته من قصائد شعرية، وتركيبات وقياسات، لهذا الفن الأصيل.
إضافة لعمله الفني, كان الشيخ أكًومي يلقن فن الملحون لسنوات لطلبة المدرسة الوطنية التابعة لوزارة الثقافة، والمعهد الموسيقي التابع للمجموعة الحضرية بمكناس. تتلمذ على يديه نخبة من فناني الملحون كماجدة اليحياوي وسعيد المفتاحي ورشيد الحكيم وسعيد نجاح بوعبيد وأمير علي ونعيمة الطاهري وليلى المريني.
توفي الشيخ أحمد أكًومي يوم 5 مارس 2012 بمدينة مكناس.